# Allotoonia caudata
Allotoonia caudata es una especie de lianas perteneciente a la familia Apocynaceae.  Es originario de  Centroamérica. Si bien está cercanamente emparentada con E. woodsoniana, se diferencia fácilmente por tener los lobos de la corola glabros y las anteras más largas.

## Distribución y hábitat
Se distribuye por Costa Rica, El Salvador, Guatemala y en Nicaragua donde es poco común, se encuentra en Chontales e Isla de Ometepe en alturas de  50–1000 metros. Su floración se produce en sep–feb, y jun.

## Descripción
Son lianas sufruticosas. Tiene las hojas angostamente elípticas de 6–14 (–16) cm de largo y 1.5–5 cm de ancho, el ápice acuminado, base obtusa a cuneada. La inflorescencia es laxa, con flores de color amarillo-crema o rosadas con centro rojizo; los sépalos ca 1 mm de largo, agudos; el tubo de la corola es de 6–8 mm de largo, con lobos 8–15 mm de largo, largamente acuminados, reflexos, glabros. Los frutos no son conocidos.

## Sinónimos
- Prestonia caudata Woodson, Ann. Missouri Bot. Gard. 47: 79 (1960).
- Echites puntarenensis J.F.Morales, Brittonia 49: 332 (1997).[1]